# Asgeir Asgeirsson
Ásgeir Ásgeirsson (Kóranesi á Mýrum, 13. svibnja 1894. – Reykjavík, 15. rujna 1972.) bio je islandski političar i državnik koji je ostao upamćen kao drugi predsjednik Republike Island, na kojoj je dužnosti bio od 1952. do 1968. godine. Prije toga, od 1932. do 1934., obnašao je dužnost premijera, kao član Progresivne stranke. Time je postao jedina osoba u islandskoj povijesti koja je obnašala i dužnost predsjednika i premijera.
Ásgeirsson je bio slobodni zidar i veliki majstor Islandskog reda slobodnih zidara. Njegov angažman u javnom životu bio je obilježen promicanjem obrazovanja, stabilnosti i kulturne suradnje, a tijekom predsjedničkog mandata bio je široko poštovan zbog svoje umjerenosti i državničke mudrosti.
Preminuo je 1972. godine, ostavivši iza sebe nasljeđe političke stabilnosti i građanskog povjerenja, kako u institucionalni razvoj Islanda, tako i u njegove demokratske temelje.